# Otto Christman
Otto Lorne Christman est un joueur de soccer canadien né le 20 avril 1880 à Grey South (en) et mort le 26 septembre 1963 à Orillia.

## Biographie
Il participe aux Jeux olympiques d'été de 1904. En 1904, Christman est membre de l'équipe du Galt FC qui remporte la médaille d'or lors du tournoi de football. Il joue un match en tant que milieu de terrain.
Il meurt en 1963 à Orillia, en Ontario, et est enterré au cimetière Elmira Union, dans le comté de Waterloo.